# Imbshausen
Imbshausen ist ein Ortsteil von Northeim, der Kreisstadt des Landkreises Northeim, Niedersachsen. Er hat 433 Einwohner.

## Geographie
Das Dorf Imbshausen liegt etwa 6,5 km nordnordöstlich der Northeimer Kernstadt (Luftlinie). Etwas nördlich der Ortschaft erhebt sich der Bierberg (268 m ü. NN), östlich erstreckt sich der Imbshäuser Wald (max. 323,3 m ü. NN), etwas südlich der Denkershäuser Teich und der Rethoberg (252 m ü. NN), westlich der Edesheimer Wald (max. 270 m ü. NN), westnordwestlich der Aßberg (ca. 225 m ü. NN) und nordwestlich der Windmühlenberg (ca. 220 m ü. NN). Imbshausen befindet sich etwa zwischen 195 und 230 m ü. NN.
Die Bundesstraße 248, die sich hier die Strecke mit der Deutschen Alleenstraße teilt, führt in Richtung Nord-Nordosten zur westlich an Imbshausen vorbeiführenden Bundesautobahn 7 (Anschlussstelle Echte).

## Geschichte

### Vor- und Frühgeschichte

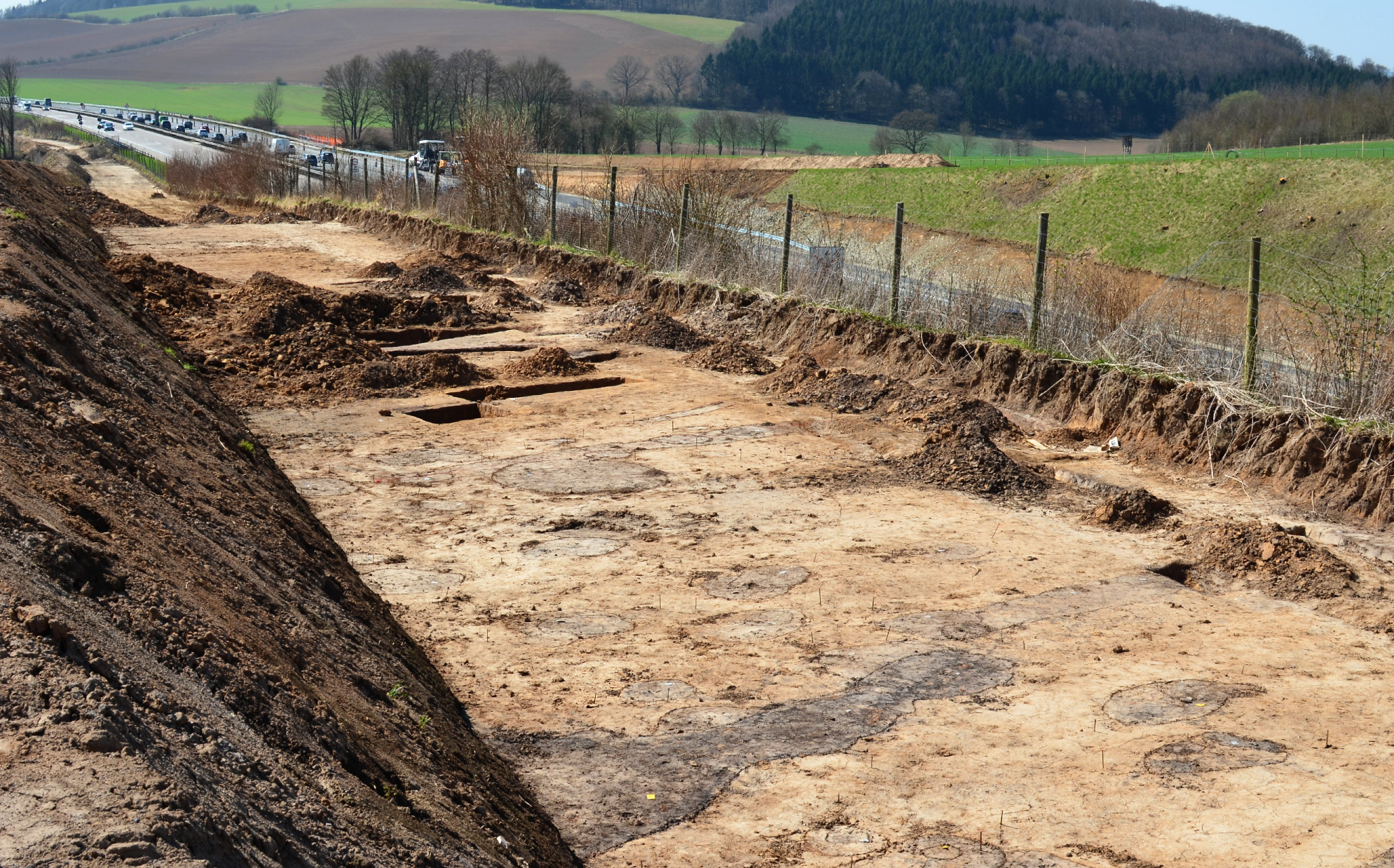
Ausgrabung des Fundplatzes von Imbshausen und Eboldshausen an der BAB 7, 2018

Zu einer ersten Besiedlung der Gegend bei Imshausen kam es während der Jungsteinzeit, was einher geht mit der Landnahme des Kalefelder Beckens durch erste bäuerliche Kulturen. Entsprechende Artefakte fanden sich am Asberg durch Geländebegehungen und bei  Rettungsgrabungen vor dem Bau der Autobahn BAB 7 im Jahr 1956. Im Zuge von Ausgrabungen vor der sechsspurigen Erweiterung der Autobahn in den Jahren 2017 und 2018 wurden weitere jungsteinzeitliche Hinterlassenschaften freigelegt, die mit dem Bandkeramischen Fundplatz von Imbshausen und Eboldshausen einen Siedlungsplatz aus der Zeit um etwa 5200 v. Chr. belegen.

### Mittelalter und Neuzeit

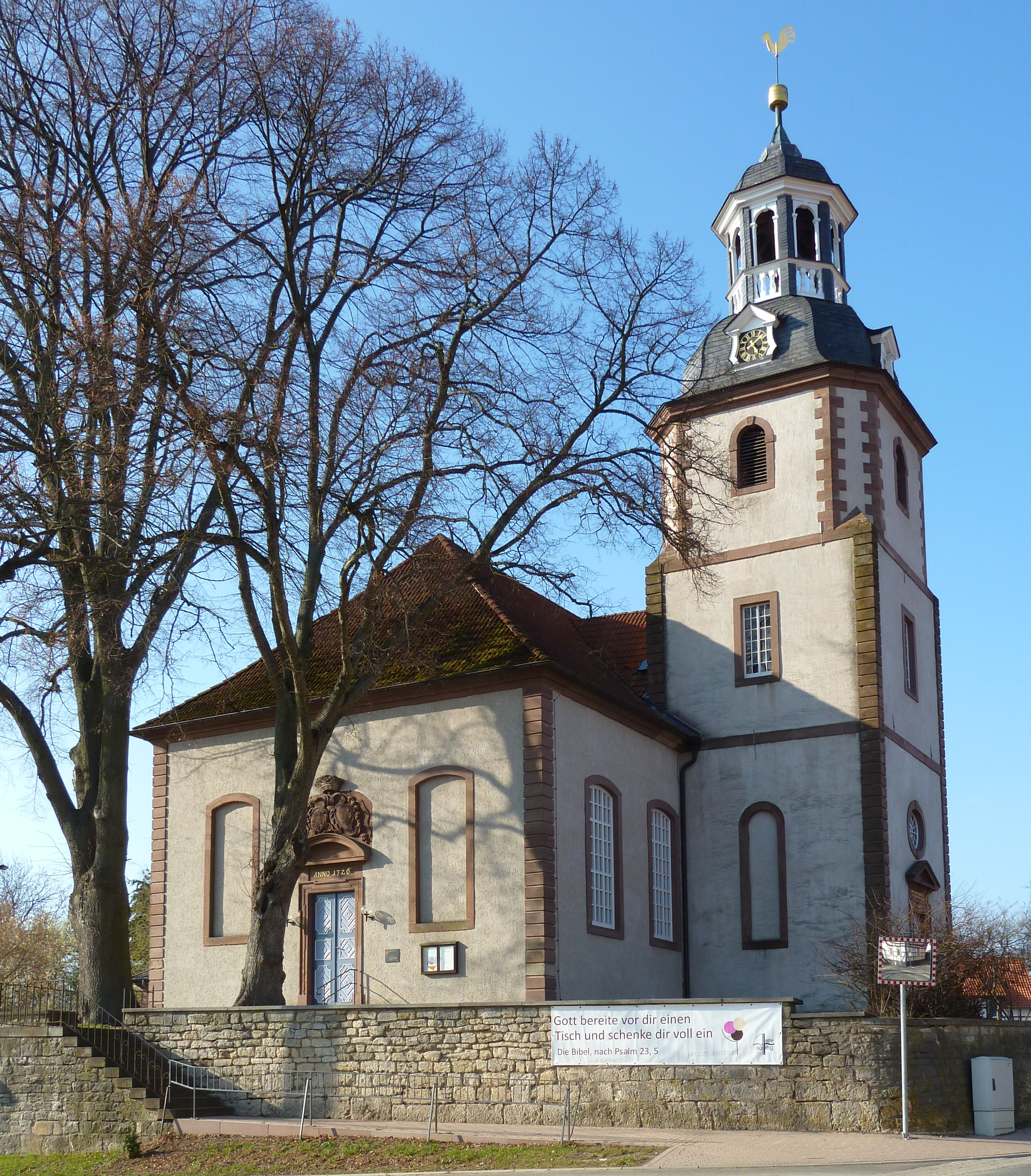
St. Markus-Kirche in Imbshausen

Der Ortsname leitete sich von dem Grafen Immad ab, der vom Jahr 826 bis 853 sein gesamtes Besitztum dem Kloster Corvey vermachte. Aus Immadehusen, Immedeshusen, Hymmedeshusen und Immetshusen wurde schließlich Imbshausen.
Während des Mittelalters wechselte das Gut in Imbshausen häufig den Besitzer. Anfang des 16. Jahrhunderts gehörte es Gerd von Hardenberg. Als dieser erbenlos starb, vergab Herzog Erich I. von Calenberg-Göttingen es als Lehen an Sievert den Älteren von Steinberg († 1550), einen Neffen von Gerds Ehefrau. 1569 wurden Sieverts Söhne Adrian I. von Steinberg (1516–1582), genannt „der Obrist“, Burchard I. († 1583), Melchior II. (1521–1578) und Sievert der Jüngere († 1608) durch Herzog Erich II. von Calenberg-Göttingen erneut mit Imbshausen belehnt. Adrian I. nahm im selben Jahr seinen Wohnsitz im Ort und ließ im Folgenden ein neues Schloss, eine Kirche und eine Windmühle erbauen, letztere wurde am 28. Juni 1880, durch einen Blitzeinschlag, zerstört. Sievert d. Ä., Adrian I. und Sievert d. J. von Steinberg sind in der Kirche vor dem Altar begraben. Die beiden letzteren sind mit Epitaphen verewigt. Als Adrian I. 1582 verstarb, nahm an seiner Beisetzung auch Herzog Philipp II. von Grubenhagen teil, was die Wertschätzung bezeugt, die die Steinbergs bei den regierenden Welfen genossen. 1584 fiel das Fürstentum Calenberg-Göttingen und damit auch Imbshausen durch Erbfall an die Wolfenbütteler Linie der Welfen. Herzog Heinrich Julius belehnte 1590 Adrian II. von Steinberg († 1591), den Sohn des Obristen, mit Imbshausen. Dieser starb knapp ein Jahr später kinderlos und vermachte dem Imbshäuser Armenhaus 500 Taler. Der Ort fiel nun an Sievert den Jüngeren und nach dessen Tod 1608 an Burchard II. von Steinberg.
Friedrich von Steinberg ließ von 1722 bis 1726 eine neue Kirche erbauen und gründete die Kirchenbibliothek. 1750 wurde die alte Schule gebaut, während ein neuer Klassenraum 1883 im Schulgarten hinzukam, in dem bis 1959 der Unterricht stattfand. 1777 fiel das Gut von den Steinbergs an die Freiherren von Kipe, Nachkommen des Justus Kipius. Über Wilhelmine, die einen Freiherrn von Stralenheim heiratete, ging der Besitz an diese Familie über. Ab 1832 gehörte Imbshausen gerichtlich zum Amt Westerhof. 1851/1852 bestand das Amt Oldershausen-Imbshausen. 1853 fand die Aufhebung des Gerichtes von Imbshausen statt.

### 20. Jahrhundert
Imbshausen war von 1945 bis 1950 Sitz des Instituts für landwirtschaftliche Arbeitswissenschaft und Landtechnik das 1940 in Breslau gegründet worden war. Nach Übernahme des Institutes durch die Max-Planck-Gesellschaft folgte 1950 Verlegung des Institutes nach Bad Kreuznach.
Am 1. März 1974 wurde Imbshausen in die Kreisstadt Northeim eingegliedert.

## Politik

### Ortsrat
Imbshausen hat einen siebenköpfigen Ortsrat, der seit der Kommunalwahl 2021 ausschließlich von Mitgliedern der CDU besetzt ist. Die Wahlbeteiligung lag bei 68,98 Prozent.

### Ortsbürgermeister
Ortsbürgermeister ist Jan-David Schmidt, stellvertretender Ortsbürgermeister ist Paul von Schultzendorff.

## Kultur und Sehenswürdigkeiten

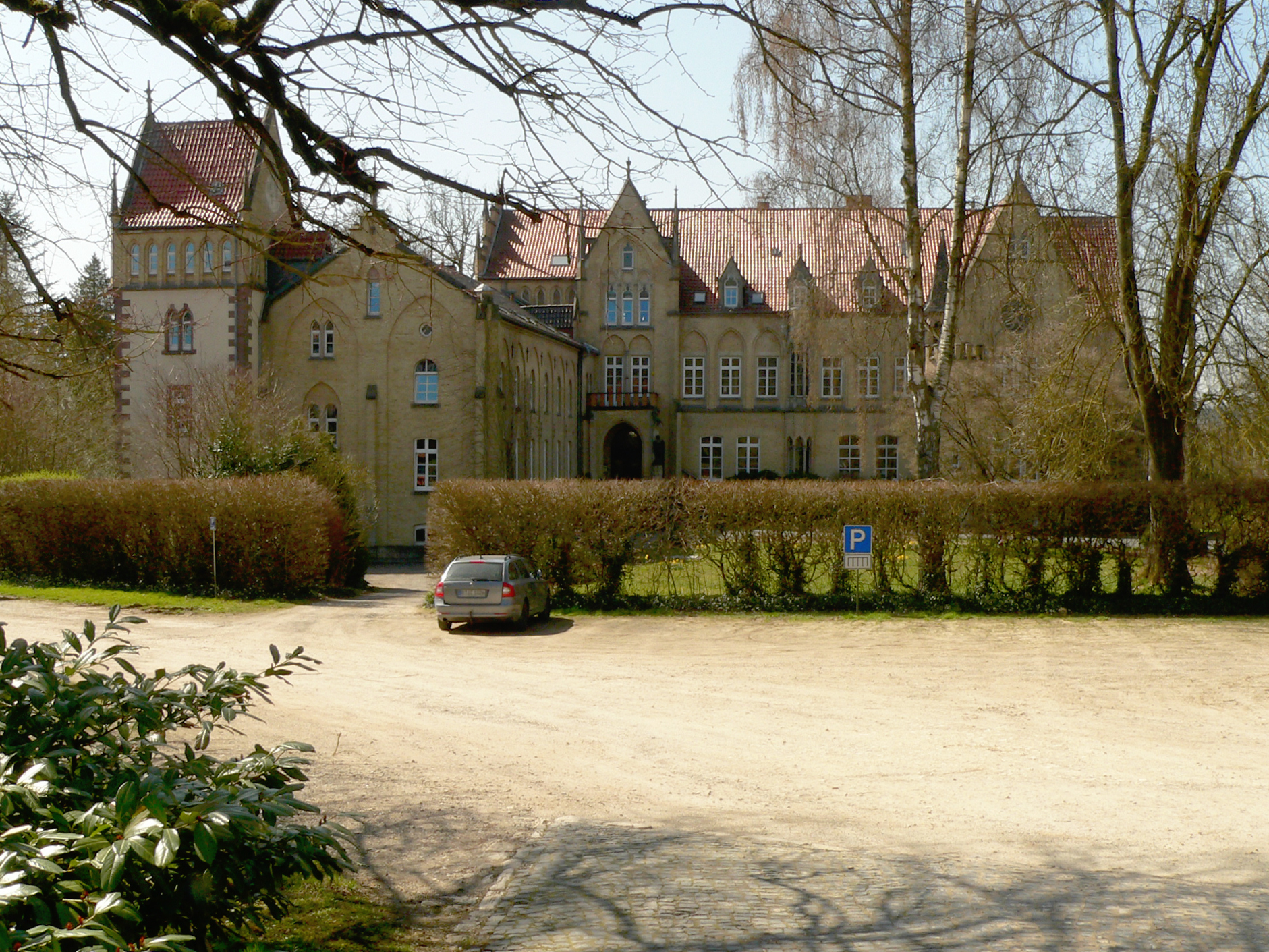
Schloss Imbshausen

Von 1862 bis 1864 entstand das jetzige Schloss auf den Grundmauern des vorherigen. Es wurde von Julius Rasch entworfen, als vermutlich erstes malerisches Schloss im asymmetrischen Stil der Hannoverschen Bauschule. 1919 übernahm Freiherr Henning von Stralenheim das Gut. Nach dem Zweiten Weltkrieg musste die Familie von Stralenheim das Schloss räumen, das dann als Notunterkunft diente. 1946–1951 befand sich dort eine polnische Kadettenschule, seit 1952 ein Predigerseminar der evangelisch-lutherischen Landeskirche Hannovers. 1963 schenkte Baron Henning von Stralenheim das Schloss der Landeskirche. Von 1998 bis 2013 stand das Schloss im Besitz von Campus für Christus. Danach erwarb Carl-Christian von Plate Freiherr von Stralenheim als Nachfahre des ursprünglich besitzenden Adelsgeschlechts das Anwesen zurück.

## Persönlichkeiten
- Paul Jacobshagen (1889–1968), Pfarrer von 1919 bis 1927 in Imbshausen, trat 1925 in die NSDAP ein.[12]